# Мочульський Василь Миколайович
Професор Васи́ль Мико́лайович Мочу́льський (1 січня 1856, с. Ананьївка, Херсонська губернія, Російська імперія — літо 1920, Одеса, Херсонська губернія, Російська імперія) — український історик культури і літератури, історіограф. Доктор наук.

## Життєпис
Народився 1 січня 1856 року в українському селі Ананьївка, що на той час входило до складу однойменного повіту Херсонської губернії Російської імперії в родині священика.
Початкову освіту отримав у повітовому училищі та в Одеській духовній семінарії. У 1875 році вступив на історико-філологічний факультет Імператорського Новоросійського університету. На третьому курсі отримав срібну медаль за твір на тему «Мова прибалтійських слов'ян за середньовічними грамотами й літописами». Після закінчення університету, 1878 року був призначений в одну з одеських гімназій викладачем російської мови та літератури, слов'янських мов і логіки. Протягом дев'яти років викладав у різних середніх навчальних закладах.
1889 року у Імператорського Харківському університеті захистив магістрську дисертацію на ступінь магістра російської словесності на тему «Історико-літературний аналіз вірша про Голубину книгу». Ця робота була премійована РАН. Того ж року його було обрано приват-доцентом кафедри російської словесності історико-філологічного факультету Імператорського Новоросійського університету.
У цій праці він докладніше розглянув книжкові джерела вірша про Голубину книгу, використавши переважно «Бесіду трьох святителів» та космогонію пам'ятника, у зв'язку із відповідними апокрифами, а також розібраний «Сон про Правду і Кривду», що увійшов до цієї ж книжки. Ця робота була премійована Імператорською Санкт-Петербурзькою Академією наук. Того ж року його було обрано приват-доцентом кафедри російської словесності історико-філологічного факультету Новоросійського університету. Після захисту 1893 року у Харківському університеті докторської дисертації на тему «Сліди народної Біблії у слов'янській і в древньоруській писемності» отримав посаду професора.
Помер в Одесі влітку 1920 року.
Був похований на Першому Християнському цвинтарі Одеси. 1937 року комуністичною владою цвинтар було зруйновано. На його місці був відкритий «Парк Ілліча» з розважальними атракціонами, а частина була передана місцевому зоопарку. Нині достеменно відомо лише про деякі перепоховання зі Старого цвинтаря, а дані про перепоховання Мочульського відсутні.

## Наукова діяльність
У праці «Історико-літературний аналіз вірша про Голубину книгу» Василь Миколайович Мочульський докладніше розглянув книжкові джерела вірша про Голубину книгу, використавши переважно «Бесіду трьох святителів» та космогонію пам'ятника, у зв'язку із відповідними апокрифами, а також розібраний «Сон про Правду і Кривду», що увійшов до цієї ж книжки.
У праці «Сліди народної Біблії у слов'янській і в древньоруській писемності» він розглянув три пам'ятника давньої писемності: «Бесіда трьох святителів», «Вопрошання Іоанна Богослова» і «Вопрошання Варфоломія». Вчений стверджував, що перші два джерела виникли на грецькому підґрунті V або VI століть, як пристосування канонічних пам'ятників до народних понять, до того ж «Бесіда» поступово набувала характеру тлумачення Біблії, завдяки чому стала надбанням народних сект та приблизно XIII століття набула єретичного забарвлення. Заперечення, які виникли на диспуті під час захисту дисертації, докладніше були викладені у «Записках» Харківського університету.
Наукові інтереси зосереджувались на порівняльно-історичному літературознавстві та дослідженнях давньоруської писемності. Наслідком цієї плідної діяльності стали публікації:
- «Про уявний дуалізм у міфології слов'ян» (Варшава, 1889)
- «Походження „Фізіолога“ та його початкова доля у літературах Сходу й Заходу» (Варшава, 1889)
- «Апокрифічне сказання про створення світу» (Одеса, 1896)

У цих працях вчений досліджував історію розвитку давньоруської писемності, теорію та техніку перекладу слов'янських мов. Одним з прикладів є його розвідка «До історії малоруського наріччя. Житіє Св. Савви Освяченого за пергаментним рукописом XIII сторіччя» (Одеса, 1894).
Низку досліджень присвятив питанням історико-культурного процесу XVII-XIX століть:
- «Просвіта на півдні Росії у царювання імператриці Катерини II»;
- «Вплив поезії Пушкіна на розвиток самосвідомості російського народу» (Одеса, 1900);
- «Малоросійські й петербурзькі повісті М. В. Гоголя» (Одеса, 1902);
- «До історії журналістики XVIII сторіччя», «Комічні оперети XVIII сторіччя»;
- «Отношение Южнорусской схоластики XVII века к ложноклассицизму XVIII сторіччя» (Одеса, 1904);
- «Новіковські журнали XVIII ст. „Трутень“ і „Живописец“ (1769—1772)» (Варшава, 1909) тощо.

Ще одним вектором наукової діяльності Мочульського був новий напрямок у науці — історіографія, який тільки проходив шлях становлення. Зокрема вченим було зроблено ґрунтовний опис рукописів видатного історика-славіста та філолога, професора історико-філологічного факультету Імператорського Новоросійського університету В. Григоровича.

## Наукові праці
- Описание рукописей В. И. Григоровича. — Одесса, 1890
- Слова и поучения, направленные против языческих верований и обрядов: К бытовой истории болгар. — Одесса, 1903
- Новиковские журналы XVIII в. «Трутень» и «Живописец» (1769—1772). — Варшава, 1909